# 龔成德
龔成德（英語：Patrick Maurice Connaughton，1889年10月25日—1967年5月19日），是天主教愛爾蘭籍神父及方濟會會士。曾任中國湖北省隨縣宗座監牧區宗座監牧（1937年-1951年）。

## 生平
龔成德出生於1889年10月25日，愛爾蘭干諾省巴利納斯洛。1906年，他16歲時加入方濟會。1913年3月22日，龔成德在23歲時晉鐸，之後被派到中國湖北省傳教。
1937年6月17日龔成德在47歲時，獲時任教宗庇護十一世任命為隨縣宗座監牧區宗座監牧。
1949年10月1日，中國共產黨在中國大陸地區建立中華人民共和國，並開始針對天主教進行宗教迫害及打壓，教會已經無法正常功能。1951年3月榮休，由陳光祖神父出任隨縣宗座監牧區宗座署理。及後，龔成德神父及其他外國傳教士先後被中國政府被驅逐出境。
1967年5月19日，龔成德神父在美國加州去世，享年77歲。